# HMS Resolution (1771)
HMS Resolution byla dělová šalupa Royal Navy a loď, na které kapitán James Cook vykonal druhou a třetí průzkumnou plavbu do Tichého oceánu.

## Nákup a přestavba
Resolution začala svoji službu v Severním moři jako uhelná loď Marquis of Granby.
Na vodu byla spuštěna roku 1770 ve Whitby a roku 1771 byla zakoupena Royal Navy za 4151 liber. Původně byla zaregistrována jako HMS Drake, ale obavy, že by její jméno mohlo rozčilovat Španěly, způsobily, že byla 25. prosince 1771 přejmenována na Resolution.
V Deptfordu byla vybavena na svoji dobu pokročilými navigačními přístroji, včetně Gregoryho azimutálního kompasu speciálními kotvami pro plavbu v polárních mořích a nejnovějším destilačním přístrojem pro výrobu pitné vody z mořské. Byla vyzbrojena dvanácti šestiliberními děly (která byla před druhou Cookovo výpravou nahrazena čtyřliberními) a dvanácti otočnými děly. Na své vlastní náklady nechal Cook namontovat mosazné dveřní panty u největší kabiny. Původně bylo naplánováno, že se s Cookem bude plavit přírodovědec Joseph Banks s doprovodem, a proto byla loď doplněna další palubou ve střední části a zadní paluba byla zvednuta podle Banksových požadavků. Tato přestavba stála 10 080 liber. Avšak při plavební zkoušce byla loď shledána vratkou a z příkazu britské Admirality byly tyto Banksovy nástavby v Sheerness za dalších 882 liber odstraněny. Banks následně odmítl zúčastnit se výpravy z důvodů nevyhovujících podmínek a na jeho uprázdněné místo nastoupil Johann Reinhold Forster a jeho syn Georg.

## Cookovy plavby
Resolution vyplula ze Sheerness 21. června 1772 s Cookem druhou průzkumnou plavbu do jižního Pacifiku. V Plymouthu se k ní připojila HM Bark Adventure a 13. července 1772 obě lodě vypluly z Anglie. Resolution měla na palubě celkem 112 mužů, včetně 20 dobrovolníků, kteří se plavili již na Cookově první plavbě na HMS Endeavour v letech 1768–1771.

Během první plavby Cook vypočítával zeměpisnou délku lunární metodou, ale na druhou výpravu byl Výborem pro zeměpisnou délku vyslán kvalifikovaný astronom William Wales vybavený novým námořním chronometrem K1, vyrobeným hodinářem Larcumem Kendallem, spolu s třemi dalšími chronometry od Johna Arnolda. Kendalův chronometr K1 byl mimořádně přesný a umožňoval nejlépe stanovovat zeměpisnou délku polohy Resolution.
17. ledna 1773 Resolution jako první loď v dějinách přeplula jižní polární kruh a během plavby jej pak překonala ještě dvakrát. Při třetím přeplutí, 3. února 1774 pronikla nejníže na jih, když dosáhla polohy 71°10′ j.š. a 106°54 v.d. Cook touto plavbou vyvrátil existenci Terra Australis. Resolution se vrátila do Británie roku 1775 a byla vyřazena z aktivní služby.
V únoru 1776 byla Resolution opětovně uvedena do provozu pro účely třetí průzkumné plavby Jamese Cooka. Během této plavby dvakrát přeplula jižní polární kruh. Poprvé 17. srpna 1778 a podruhé 19. července 1779, tj. po Cookově smrti, kdy byla pod velením Charlese Clerka. Do Británie se vrátila 4. října 1780.

## Poslední služba a ztráta lodi
Roku 1780 byla Resolution převedena do armádní lodní dopravy a v březnu 1781 vyplula do Východní Indie. 9. června byla zajata francouzskými loděmi Sphinx a Annibal z de Suffrenovy flotily. Po akci v Negapatamu 6. července 1782 byla Resolution poslána do Manily pro dřevo, suchary a plachtoví a podle svědectví některých námořníků zde byla viděna. Z Manily vyplula 22. července 1782 a od té doby ji již nikdo nespatřil.
5. června 1783 de Suffren napsal, že Resolution byla naposledy viděna v Sundském průlivu a že se předpokládá, že se buďto potopila nebo padla do rukou Angličanů. Zápis z Melbournského Argusu, z 25. února 1879 říká, že skončila své dny jako portugalský uhelný sklad v Rio de Janeiro, ale toto nebylo jinak potvrzeno. Vikomt Galway, generální guvernér Nového Zélandu, vlastnil hlavu lodní figury, která údajně měla být na Resolution, ale její podoba na fotografii neodpovídá hlavě figury namalované na slavném Holmanově akvarelu.

V Cookově biografii Farther Than Any Man od Martina Dugarda, vydané roku 2001 je uvedeno: „Její osud s krutými zvraty a historickou ironií je stejně neuvěřitelný jako osud Endeavour. Byla (Resolution) prodána Francouzům, přejmenována na La Liberte a nakonec přestavěna na velrybářskou loď. Spočívá na dně Newportského přístavu, pouze míli od místa, kde na dně leží Endeavour. (s. 281, Epilog)“